# Čudežni otrok
Čúdežni otròk je prezgodaj zrel otrok, ki je že v zelo zgodnji starosti posebej nadarjen na določenem področju. Veliko, vendar ne vsi, čudežnih otrok se je rodilo staršem, ki so bili strokovnjaki na področju, kjer je otrok pokazal bistrost. Nemška beseda wunderkind je sopomenka za »čudežnega otroka«.

## Seznam čudežnih otrok

### Astronomija
- Simon Newcomb
- Regiomontan

### Glasba
- Amy Beach
- Georges Bizet
- Frederic Chopin
- Franz Liszt
- Felix Mendelssohn
- Heintje
- Stefan Milenković
- Wolfgang Amadeus Mozart
- Ivo Pogorelić
- Amilcare Ponchielli
- Mason Ramsey
- Camille Saint-Saëns
- Dubravka Tomšič Srebotnjak
- Luka Stangl
- Zofija Škidčenko

### Matematika
- Joseph Louis François Bertrand
- Paul Erdős
- Évariste Galois
- Carl Friedrich Gauss
- Brian Greene
- Isaac Newton
- Regiomontan (Johannes Müller)
- Srinivasa Ajangar Ramanudžan

### Slikarstvo
- Drew Struzan

### Šah
- Michael Adams
- José Raúl Capablanca
- Magnus Carlsen
- Bobby Fischer
- Koneru Humpy
- Gata Kamsky
- Luke McShane
- Joel Lautier
- Peter Leko
- Paul Morphy
- Judit Polgar
- Ruslan Panomariov
- Teimour Radjabov
- Samuel Reshevsky
- Nigel Short
- Josh Waitzkin